# Вигель, Филипп Филиппович
Фили́пп Фили́ппович Ви́гель (12 [23] ноября 1786, усадьба Симбухово — 20 марта [1 апреля] 1856, Москва) — государственный деятель Российской империи, один из наиболее известных мемуаристов пушкинской эпохи, коллекционер. Член общества «Арзамас», автор широко известных и популярных в XIX веке «Записок», неоднократно переиздававшихся с 1864 года, которые дают богатейший материал для истории русского быта и нравов первой половины XIX века, характеристики разнообразных деятелей того времени. Действительный статский советник (1830).

## Происхождение
По отцу балтийский швед, по матери он происходил из дворянского рода Лебедевых. Дед Лаврентий Вигель (1689—1764) в юности служил драбантским капитаном в войске Карла XII. Отец, Филипп Лаврентьевич Вигель (1740—1812), тайный советник, с 1801 года был первым пензенским гражданским губернатором, а до этого заведовал размежеванием земель для новых поселенцев Пензенского и Саратовского края. Мать происходила из рода первого пензенского воеводы Ивана Лебедева. Сестра была женой генерала И. И. Алексеева, преувеличенное описание подвигов которого Вигель оставил потомству. По отцу ближайшим его родственником был генерал Ф. И. Сандерс. Среди троюродных братьев Вигеля — Н. С. Мартынов и М. Н. Загоскин.

## Биография
Воспитывался в Москве и в Зубриловке (тамбовском имении князя С. Голицына и его жены Варвары, урождённой Энгельгардт), где был в общении с Крыловым, воспитателем княжеских сыновей. Состоял на службе в Московском архиве Коллегии иностранных дел, где познакомился со своим будущим покровителем Д. Н. Блудовым. В 1805 году участвовал в посольстве Головкина в Китай. Во время пребывания в Париже 1810-х годов Вигель попал в тёмную историю, когда заночевавший у него ученик парикмахера стащил у него золотые часы; отыскать пропажу помог ему знаменитый сыщик Видок. На собраниях Арзамасского кружка носил прозвище «Ивиков Журавль». Увлекался коллекционированием гравюр и литографий.
В 1820 году в чине коллежского советника был назначен правителем канцелярии Комитета для строений и гидравлических работ в Санкт-Петербурге. В 1824 году по протекции М. С. Воронцова получил назначение вице-губернатором Бессарабской области. Позднее был керченским градоначальником. В 1829 году в чине статского советника был назначен вице-директором Главного управления духовными делами иностранных исповеданий, управляющим департаментом. В 1831 году Главное управление духовными делами иностранных исповеданий было ликвидировано, одновременно в составе Министерства внутренних дел был образован Департамент духовных дел иностранных исповеданий. Вигель в чине действительного статского советника был назначен «состоящим в должности директора» этого департамента. В должности утверждён не был, в качестве «состоящего в должности директора» служил до 1840 года, когда вышел в отставку. Выйдя в отставку, принялся за написание мемуаров.
«Филиппушка», как его называли близкие, состоял в дружеской переписке с Жуковским и был коротко знаком с Пушкиным, которому жаловался из Кишинёва в 1823 году: «Хотя мои грехи или, лучше сказать, мой грех велик, но не столько чтобы судьба определила мне местопребыванием помойную эту яму». Послание в стихах к Вигелю поэт заключил шутливыми строчками, намекающими на гомосексуальные склонности адресата: «Лишь только будет мне досуг, Явлюся я перед тобою; Тебе служить я буду рад — Стихами, прозой, всей душою, Но, Вигель,— пощади мой зад!» В том же письме поэт рекомендует Вигелю «милых трех красавцев», из которых «думаю, годен на употребление в пользу собственно самый меньшой: NB он спит в одной комнате с братом Михаилом и трясутся немилосердно — из этого можете вывести важные заключения, представляю их Вашей опытности и благоразумию».
Политические взгляды Вигеля, особенно в поздние годы, можно охарактеризовать как верноподданнические. Именно он донёс митрополиту Серафиму на философское письмо Чаадаева в «Телескопе» 1836 г. Давно не терпевший Чаадаева, Вигель ополчился на «богомерзкую статью» как на «ужаснейшую клевету на Россию». Обращение митрополита к графу Бенкендорфу и требование довести о статье до сведения государя подсказаны были голосом Вигеля («Донос» см. в «Русской Старине», 1870, т. I; ср. «Русская Старина», 1896, 3, стр. 612). Тем не менее по поводу кончины Николая I пожилой Вигель в гостиных бурно выражал свою радость, из-за чего А. О. Смирнова отказала ему от дома за «ослиные ляганья и лай моськи перед мёртвым львом». В записках Смирновой про Вигеля сказано: «наш русский St. Simon… украсил русскую литературу портретами, хотя в карикатурном виде».

Россия со всеми своими оттенками политическими, правительственными, литературными, общежительными, включая столицы и провинцию, и личностями отражается в них довольно полно, хотя, может быть, и не всегда безошибочно и непогрешительно верно.— П. А. Вяземский

## «Записки» Вигеля
Известностью своей Вигель обязан своим мемуарам о первой трети XIX века (доведены до 1830 года), которые, несмотря на желчность и пристрастность оценок, а также многочисленные неточности, служат первостепенным источником для исследователей того времени. Сам автор читал отрывки и у себя дома, и в многолюдных гостиных. Мемуары, долгое время ходившие в списках, опубликованы со значительными цензурными пропусками в «Русском вестнике» после смерти автора (1864) и пользовались широкой популярностью. Многие спешили оправдаться от суровых приговоров Вигеля и оправдать своих родственников или друзей.
В первом своём издании мемуары Ф. Ф. Вигеля именовались «Воспоминанія Филиппа Филипповича Вигеля», а при переиздании 1928 г., восстановившем цензурные пропуски, стали именоваться просто «Записками». Наиболее полное издание было осуществлено в 1891–93 гг. В продолжение XX века «Записки» целиком не печатались и стали библиографической редкостью.

Множество исторических лиц прошло перед Вигелем. Он помнил вступление на престол Павла, знал Николая Павловича ещё великим князем, видел семейство Е. Пугачева, соприкасался с масонами и мартинистами, посещал радения квакеров в Михайловском замке. В записках его проходят А. Кутайсов, князь А. Н. Голицын, поэт-министр Дмитриев, князь Багратион, И. Каподистрия, поколение Воронцовых, Раевских, Кочубеев. В Пензе, где в 1801—1809 гг. губернаторствовал его отец, он застал в качестве пензенского губернатора М. Сперанского, «как Наполеона на Эльбе», уже свергнутого и сдавшегося; при нём доживал свой век «на покое» Румянцев-Задунайский. Назначение Кутузова, все перипетии войны и мира, все слухи и сплетни об интригах и войне, немилость и ссылка Сперанского, первые смутные известия о смерти Александра, заговор декабристов — все это описано Вигелем в «Записках». Заканчиваются они кануном польского мятежа. Старосветский быт, дворянское чванство, старинное передвижение по убогим дорогам с приключениями и знакомствами в пути, служебные интриги — все это колоритно передано Вигелем в спокойной, неторопливой манере. В отношении отдельных личностей (таких, как Гоголь) Вигель узок и лицеприятен, впадая в пристрастность, граничащую с черносотенством.

## Коллекция портретов
Свою уникальную коллекцию из 3139 листов литографических и гравированных портретов разных лиц и около 800 гравюр в книгах Ф. Ф. Вигель передал в дар Императорскому Московскому университету в 1853 г.. Сегодня она хранится в Отделе редких книг и рукописей Научной библиотеки МГУ. Среди эстампов — гравюра с изображением А. С. Пушкина, выполненная Н. И. Уткиным резцом; за основу для гравюры был взят оригинальный портрет поэта, выполненный О. А. Кипренским.
Факт дарения был отмечен в «Отчете о состоянии и действиях Императорского Московского университета за 1851—1853 академические годы» в разделе «Замечательные приобретения»: 

 Собрание это, сообразно делениям, принятым самим собирателем, заключает портреты：русских царей, вельмож и других известных лиц русских, иностранцев, бывших в русской службе; портреты императоров, королей, герцогов, пап, кардиналов, курфистов, принцев, принцесс, маркгафов, портреты богословов и ученых.. 

## Публикации текстов
- Вигель Ф. Ф. Записки : [Полный текст издания 1891–1893 гг. : В 2 кн.] / Вигель. — М. : Захаров, 2003. — 607 + [3], 610-1357, [1] с. — (Биографии и мемуары). — 3000 экз. — ISBN 5-8159-0343-4.